# Pietro Castiglia
Pietro Castigilia (Palermo, 21 januari 1808 – aldaar, 29 oktober 1879) was op het eiland Sicilië een magistraat in het koninkrijk der Beide Siciliën en nadien, na de eenmaking van Italië, in het koninkrijk Italië. Hij was senator voor het leven vanaf 1864.

## Levensloop
In het koninkrijk der Beide Siciliën bekleedde Castiglia ambten als rechter in diverse steden op Sicilië. Vanaf 1851 was hij procureur in Catania en Palermo. In 1856 werd Castiglia substituut-procureur-generaal bij het Gerechtshof in burgerlijke zaken in Palermo.
Na de eenmaking van Italië vervolgde Castiglia zijn rechterlijke loopbaan. Zo werd hij in 1860 procureur-generaal bij het Hooggerechtshof van Palermo. Hij promoveerde in 1862 naar het Hof van Cassatie van Sicilië met zetel in Palermo: hij werd er advocaat-generaal (1862), procureur-generaal (1863) en eerste voorzitter (1877).
Castiglia had daarnaast een politieke carrière. Hij zetelde in de provincieraad van Palermo. In 1864 benoemde koning Victor Emanuel II hem tot senator voor het leven wegens zijn verdiensten in de magistratuur.
Castiglia werd vereerd met de eretekens van grootofficier in de Orde van Sint-Mauritius en Sint-Lazarus (1870) en de Orde van de Kroon (1870).